# Toubkal (Marocco)
Toubkal  (in arabo توبقال‎?) è un centro abitato e comune rurale del Marocco situato nella provincia di Taroudant, regione di Souss-Massa. Conta una popolazione di 8 489 abitanti (censimento 2014).